# Khusejn Erkenov
Khusejn Erkenov (født 3. marts 1960 i Tasjkent i Sovjetunionen) er en sovjetisk filminstruktør og manuskriptforfatter.

## Filmografi
- Sto dnej do prikaza (Сто дней до приказа, 1990)[1][2]